# Ardatow (obwód niżnonowogrodzki)
Ardatow (ros. Арда́тов) – osiedle typu miejskiego w Rosji, w obwodzie niżnonowogrodzkim. W 2010 roku liczyło 9566 mieszkańców.